# Аржан (озеро)
Аржан (перс. ارژن‎) — пресноводное озеро в иранской провинции Фарс, расположенное в аллювиальной впадине, ограниченной горами Загроса. Озеро имеет поверхность в 14 км², глубину до 4 м и объём в 56 млн м³, но приведённые показатели могут заметно колебаться в зависимости от сезона или засух, из-за которых озеро иногда полностью пересыхает. Аржан не имеет постоянных притоков и наполняется осадками. Высота озера над уровнем моря составляет 1990 м, и на северной его стороне находится одноимённое село. Благодаря биоразнообразию озера и связанных с ним водно-болотных угодий, 23 июня 1975 года Аржан, наряду с соседним Паришаном был провозглашён рамсарским регионом, а год спустя ЮНЕСКО признала его в качестве биосферного заповедника. Особо охраняемые природные территории, которые включают два озера и окружающие леса, простираются более чем на 52,8 км².

## Этимология
Этимологическое происхождение слова «Аржан» чисто персидское, и означает «горная равнина» или «горький миндаль». Иногда используется термин «Дешт-е-Аржан», букв. «аржанская равнина».

## География
Аржан расположен в центральной части Загроса и тектонической котловины, которая простирается в направлении северо-восток — юго-запад и тектонически сформирована в период мезозоя. Котловина ограничена на западе горами Кух-е-Чай-е-Барфи (2852 м) и Кух-е-Аржан (2807 м), и на востоке — склонами Кух-е-Била (2259 м). В узком смысле, западная литоральная зона озера простирается над водоносным горизонтом и имеет очень пологий склон, в то время как восточный берег находится очень близко к горам и очень крутой. Эти скалы состоят в основном из известняка и восходят к периодам олигоцена и миоцена. Форма озера удлинённая: длина 6,0 км, максимальная ширина 3,0 км, площадь поверхности 14 квадратных километров. Из-за относительно высокой высоты озера над уровнем моря — 1990 м — и холодных климатических условий, окрестности Аржана слабо населены, и единственный населённый пункт, расположенный в непосредственной близости от озера — одноимённое село на его северном берегу.

## Флора и фауна
Болотистая почва Аржана служит местом обитания для многочисленных видов растений и животных, поэтому в 1975 году округ провозглашён рамсарским регионом, а в 1976 году — биосферным заповедником. Животный мир его включает 44 вида млекопитающих и десятки видов перелётных и оседлых птиц, таких как кудрявый пеликан, большой белый пеликан, мраморный чирок, белоглазый нырок, лысуха, орлан-белохвост, королевский орёл, болотный лунь, балобан, пустынный сокол, серый журавль, чайки, каравайки и евразийская колпица. Наибольший риск для птиц представляют браконьерство и две линии электропередачи высокого напряжения, которые в конце 1970-х годов были построены над самим озером. В трудах раннеисламских географов, таких как Ходуд аль-Алам или Нузхатуль-Кулюб Мустауфи, упоминается, что на лугах Аржана обитали вепри и львы, их указания подтверждают и заметки путешественников современной эпохи. Заболоченные прибрежные области Аржана изобилуют тростником, рогозом и другими подобными растениями. На склонах окрестных гор преобладают дубовые леса, леса из акаций, фисташковые заросли и кусты миндаля лат. Amygdalus erioclada.